# Polyrhaphis turnbowi
Polyrhaphis turnbowi là một loài bọ cánh cứng trong họ Cerambycidae.